# Dmitrij Ivanov
Dmitrij Ivanovič Ivanov (in russo Дмитрий Иванович Иванов?; Oblast' di Orël, 29 luglio 1928 – 3 dicembre 1993) è stato un sollevatore sovietico campione mondiale ed europeo che gareggiò prevalentemente nella categoria dei pesi leggeri (fino a 67,5 kg.).

## Biografia
Dopo aver vinto il titolo nazionale sovietico nel 1953, Dmitrij Ivanov fu convocato ai Campionati mondiali ed europei di Stoccolma dello stesso anno, dove si classificò al 2º posto finale con 365 kg. nel totale di tre prove, dietro allo statunitense Peter George (370 kg.), conquistando, pertanto, la medaglia d'argento mondiale e la medaglia d'oro europea.
Nel 1954 Ivanov vinse nuovamente il campionato nazionale sovietico e partecipò ai Campionati mondiali ed europei di Vienna, riuscendo a vincere entrambi i titoli con 367,5 kg. nel totale, battendo l'egiziano Khalifa Said Gouda (355 kg.) e l'austriaco Josef Tauchner (352,5 kg.).
Successivamente Ivanov ebbe problemi nel rimanere con il suo peso corporeo dentro la categoria dei pesi leggeri, tentando il passaggio alla categoria superiore dei pesi medi, dove però era più forte la competizione interna al suo Paese, non riuscendo più a qualificarsi ad una manifestazione internazionale di grande livello.
Dopo aver lasciato l'attività agonistica intraprese la carriera di giornalista sportivo e di scrittore.
Nel corso della sua carriera Dmitrij Ivanov realizzò quattro record mondiali nei pesi leggeri, di cui tre nella prova di distensione lenta ed uno nella prova di strappo.